# Cantonul Cognac-Nord
Cantonul Cognac-Nord este un canton din arondismentul Cognac, departamentul Charente, regiunea Poitou-Charentes, Franța.

## Comune
- Bréville
- Boutiers-Saint-Trojan
- Cherves-Richemont
- Cognac (parțial, reședință)
- Mesnac
- Saint-Brice
- Saint-Sulpice-de-Cognac